# Mompang I
Mompang I is een bestuurslaag in het regentschap Padang Lawas Utara van de provincie Noord-Sumatra, Indonesië. Mompang I telt 850 inwoners (volkstelling 2010).